# Orfelia ussuriensis
Orfelia ussuriensis är en tvåvingeart som beskrevs av Zaitzev och Menzel 1996. Orfelia ussuriensis ingår i släktet Orfelia och familjen platthornsmyggor. Inga underarter finns listade i Catalogue of Life.